# Beiben
BeiBen Truck (Baotou BeiBen Heavy-Duty Truck Co) est un fabricant de camions basé à Baotou, en Mongolie-intérieure, en Chine. BeiBen, (North Benz), fait partie de North Industries Group Corporation (NORINCO). Elle a été fondée en 1988 lorsque BeiBen a signé un accord avec Daimler-Benz pour fabriquer des camions Mercedes-Benz. Mercedes devait livrer des kits CKD pour l'assemblage par BeiBen, et dans quelques années, les camions contiendraient 90% de pièces nationales. En 2010, BeiBen construisait 40 000 camions par an.

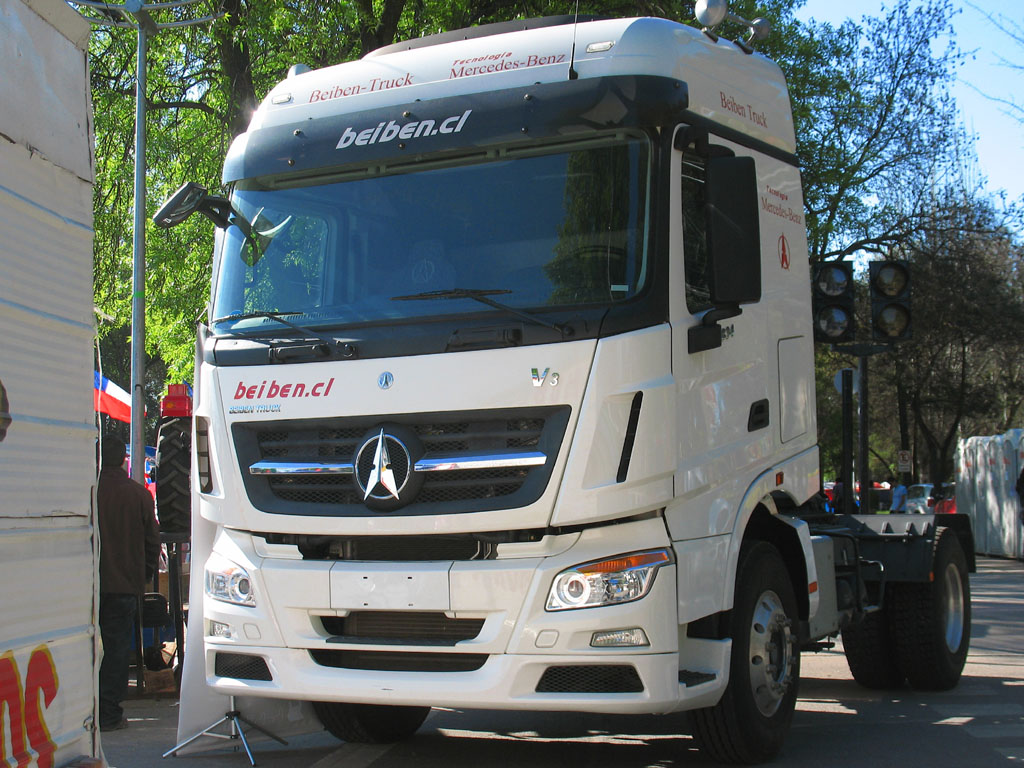
BeiBen V3 1834 de 2014

L'usine BeiBen Axle produit des essieux sous licence Mercedes-Benz pour les poids lourds. Les modèles d'essieux comprennent les essieux à réduction planétaire HL-7/HD-7 et les essieux directeurs VL-4. Ces essieux sont réputés dans toute la Chine, la Malaisie, l'Indonésie, l'Amérique du Sud et l'Afrique du Sud pour sa robustesse, sa capacité de chargement et sa durabilité élevées. Ces essieux sont également utilisés par d'autres fabricants de camions en Chine.
En 2012, BeiBen a mis en place des lignes de production en Afrique du Sud et en Éthiopie. Au Pakistan, Heavy Industries Taxila a produit le Prime Mover V3.
En 2014, à l'IAA de Hanovre, un moteur BeiBen V3 équipé de la boîte de vitesses ZF-Astronic a été exposé par ZF.
2014 marque également l'année où les camions BeiBen sont équipés de moteurs à émissions Euro-5, livrés à Singapour et à Hong Kong.
En avril 2018, Beiben a exposé les premiers camions conformes à la norme Euro-VI au salon de l'automobile de Pékin. Singapour est devenu le premier pays à recevoir les nouveaux camions Euro-VI. 

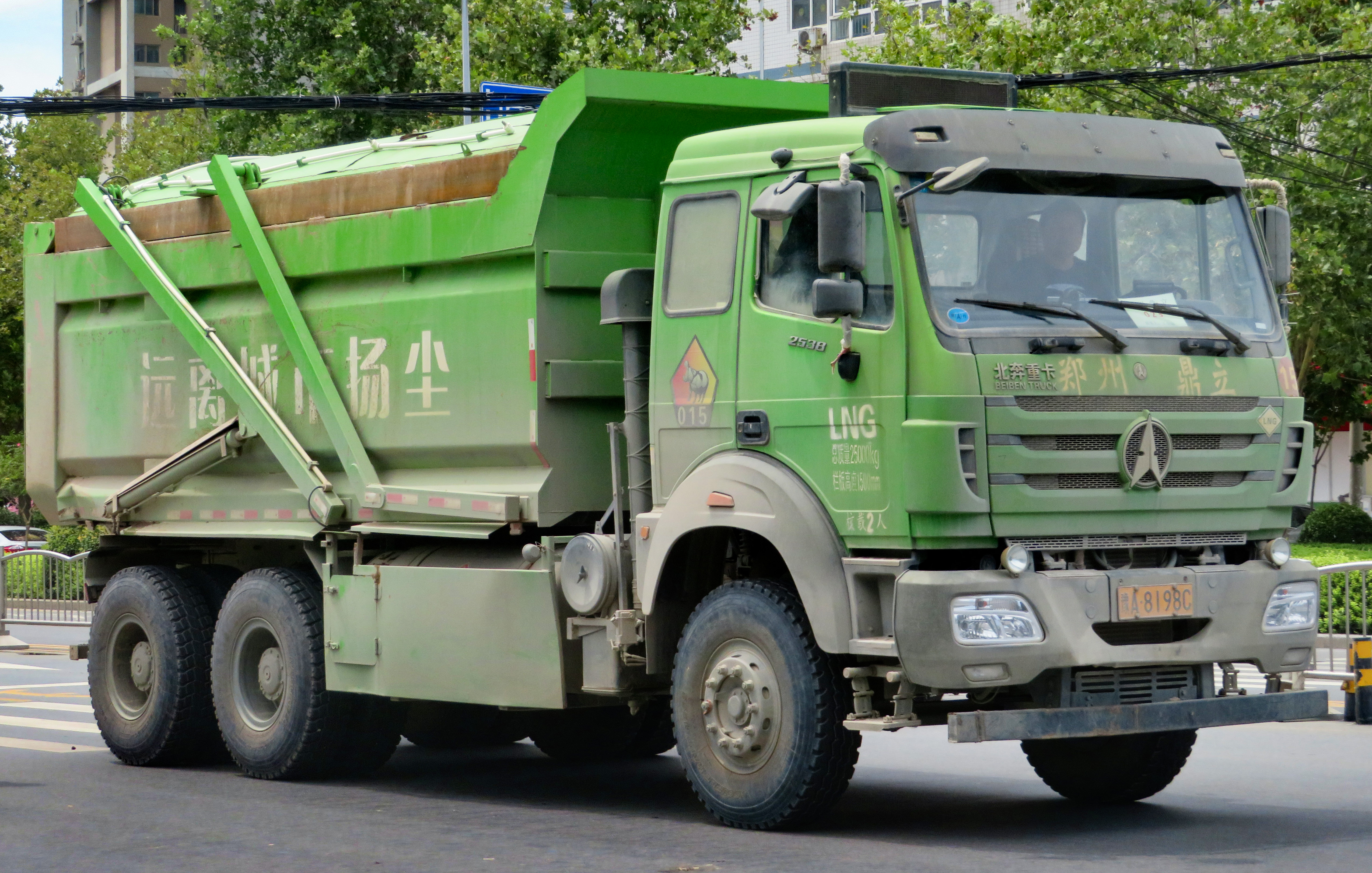
Camion benne BeiBen 2538 à Zhengzhou, province du Henan, en Chine

## Modèles
- BeiBen V3
- BeiBen NG80
- NG80B
- Camion à benne basculante minière BeiBen KK
- Tiema

## Caractéristiques
Traditionnellement, les camions Beiben sont équipés de moteurs Weichai et de transmissions Fuller FAST sur la plupart des marchés. Certains modèles sont également équipés de la transmission ZF 16S151 et des moteurs refroidis par air Deutz.
ZF et Beiben ont une coentreprise à Chongqing en Chine pour fabriquer des transmissions ZF Beiben Drivetech.
Le premier camion Beiben Euro-5 est équipé d'un moteur Euro-5 Weichai WP12-430, couplé à une transmission ZF-Beiben 9T2280.
Les premiers camions BEIBEN à transmission manuelle automatisée (AMT) sont équipés de la transmission FAST 16JZSD200, moteur Euro-5 Weichai, livrée avec succès à Singapour.
Les premiers camions Beiben conformes Euro-VI sont équipés d'un moteur Weichai WP13-500, avec une transmission FAST 12JZSD240 AMT, livré aux utilisateurs locaux à Singapour.